# 89th (Princess Victoria’s) Regiment of Foot
Das 89th (Princess Victoria’s) Regiment of Foot war ein Infanterieregiment der britischen Armee, das von 1793 bis 1881 bestand.

## Geschichte
Das Regiment wurde während des Ersten Koalitionskriegs als 89th Regiment of Foot am 3. Dezember 1793 in Dublin aufgestellt. Das Regiment trug scharlachrote Uniformen mit schwarzen Aufschlägen. Als Königin Victoria dem Regiment am 22. Mai 1866 neue Regimentsfahnen überreichte, wurde der Regimentsname wurde zu 89th (Princess Victoria’s) Regiment of Foot erweitert, in Erinnerung daran, dass die Königin bereits 1833, als sie noch Prinzessin war, bei ihrem ersten öffentlichen Auftritt dem Regiment neue Regimentsfahnen überreicht hatte.
1881 wurde das Regiment im Rahmen der Childers-Reformen mit dem 87th (Royal Irish Fusiliers) Regiment of Foot zum Regiment der Princess Victoria’s (Royal Irish Fusiliers) verschmolzen. Dieses wurde 1968 mit den Royal Inniskilling Fusiliers und den Royal Ulster Rifles zu den Royal Irish Rangers (27th (Inniskilling) 83rd and 87th) und 1992 mit dem Ulster Defence Regiment zum Royal Irish Regiment (27th (Inniskilling) 83rd and 87th and The Ulster Defence Regiment) verschmolzen. Das Royal Irish Regiment führt die Tradition des 89th Regiment of Foot bis heute weiter.

## Regimental Colonels
Colonel of the Regiment waren:
- 1793–1795: Major-General William Crosbie
- 1795–1797: Lieutenant-General Andrew Gordon
- 1797: Lieutenant-General Henry Bowyer
- 1797–1801: General Alexander Ross
- 1801–1802: General James Ogilvie
- 1802–1806: General Sir Eyre Coote
- 1806–1808: Lieutenant-General John Whitelocke
- 1808–1818: General Albemarle Bertie, 9. Earl of Lindsey
- 1818–1823: General Sir George Beckwith
- 1823–1837: General Sir Robert Henry MacFarlane
- 1837–1857: General Sir Charles Bulkeley Egerton
- 1857–1864: General Charles George James Arbuthnot
- 1864–1870: General Charles Gascoyne
- 1870–1874: Lieutenant-General Sir John Garvock
- 1874: Major-General Caledon Richard Egerton
- 1874–1877: Lieutenant-General Lord Henry Hugh Manvers Percy
- 1878–1880:  General Sir Henry de Bathe, 4. Baronet
- 1880: General John Arthur Lambert

## Battle Honours
Dem Regiment wurden folgende Battle Honours verliehen (englische Originalbezeichnungen):
- Egypt
- Java
- Niagara
- Ava
- Sevastopol